# 松新町 (春日井市)
松新町（まつしんちょう）は、愛知県春日井市にある地名。現行行政地名は松新町1丁目から松新町6丁目。

## 地理
春日井市南西部に位置する。東は柏井町、西は勝川町、南は町田町、北は柏井町、南東は小野町に接する。

## 歴史

### 沿革
- 1948年（昭和23年） - 春日井市松河戸の一部により、同市松新町として成立[1]。
- 1964年（昭和39年） - 春日井市下条町の一部を編入し、一部が柏井町に編入される[1]。

## 世帯数と人口
2019年（平成31年）4月1日現在の世帯数と人口は以下の通りである。
| 丁目        | 世帯数  | 人口    |
| ----------- | ------- | ------- |
| 松新町1丁目 | 70世帯  | 165人   |
| 松新町2丁目 | 140世帯 | 299人   |
| 松新町3丁目 | 180世帯 | 475人   |
| 松新町4丁目 | 167世帯 | 368人   |
| 松新町5丁目 | 198世帯 | 383人   |
| 松新町6丁目 | 31世帯  | 54人    |
| 計          | 786世帯 | 1,744人 |

### 人口の変遷
国勢調査による人口の推移
| 1995年（平成7年）  | 1,452人 | [ 7 ]  |  |
| 2000年（平成12年） | 1,184人 | [ 8 ]  |  |
| 2005年（平成17年） | 1,026人 | [ 9 ]  |  |
| 2010年（平成22年） | 1,385人 | [ 10 ] |  |
| 2015年（平成27年） | 1,711人 | [ 11 ] |  |

## 学区
市立小・中学校に通う場合、学区は以下の通りとなる。また、公立高等学校に通う場合の学区は以下の通りとなる。
| 丁目        | 番・番地等                             | 小学校               | 中学校               | 高等学校 |
| ----------- | -------------------------------------- | -------------------- | -------------------- | -------- |
| 松新町1丁目 | 2～3番地、33～35番地                   | 春日井市立勝川小学校 | 春日井市立中部中学校 | 尾張学区 |
| 松新町1丁目 | 1番地、4～32番地 36番地以降            | 春日井市立小野小学校 | 春日井市立中部中学校 | 尾張学区 |
| 松新町2丁目 | 全域                                   | 春日井市立小野小学校 | 春日井市立中部中学校 | 尾張学区 |
| 松新町3丁目 | 全域                                   | 春日井市立小野小学校 | 春日井市立中部中学校 | 尾張学区 |
| 松新町4丁目 | 全域                                   | 春日井市立小野小学校 | 春日井市立中部中学校 | 尾張学区 |
| 松新町5丁目 | 全域                                   | 春日井市立小野小学校 | 春日井市立中部中学校 | 尾張学区 |
| 松新町6丁目 | 1～2番地 3番地3～100番地5 100番地7以降 | 春日井市立小野小学校 | 春日井市立中部中学校 | 尾張学区 |
| 松新町6丁目 | 3番地1～2、100番地6                    | 春日井市立勝川小学校 | 春日井市立中部中学校 | 尾張学区 |

## 交通
- JR東海中央本線 勝川駅北緯35度13分48.8秒 東経136度57分24.7秒 / 北緯35.230222度 東経136.956861度
- 愛知県道508号内津勝川線（下街道）

## 施設
- 八幡社[6]北緯35度13分50.4秒 東経136度57分30.4秒 / 北緯35.230667度 東経136.958444度
- 臨済宗東福寺派法岑寺[6]北緯35度13分52.9秒 東経136度57分38.2秒 / 北緯35.231361度 東経136.960611度
- 光春稲荷社[6]北緯35度13分52.2秒 東経136度57分39.2秒 / 北緯35.231167度 東経136.960889度

## その他

### 日本郵便
- 郵便番号 : 486-0931[4]（集配局：春日井郵便局[14]）。